# Amy Mbacke Thiam
Amy Mbacke Thiam, född 10 november 1976, är en senegalesisk friidrottare som tävlar i kortdistanslöpning
Thiam största framgångar har kommit på 400 meter och hennes personliga rekord är på 49,86 från VM i Edmonton 2001 där hon vann VM-guldet. Dessutom har hon ett brons från VM i Paris 2003. I OS har emellertid aldrig Thiam lyckats vinna en medalj eller ta sig till final. I OS blev hon som bäst på en 12:e plats, detta år 2000.